# Vincenzo Iovine
Vincenzo Iovine (ur. 28 grudnia 1955 w Francolise) – włoski polityk, działacz społeczny, poseł do Parlamentu Europejskiego VII kadencji.

## Życiorys
Po zakończeniu edukacji pracował jako urzędnik administracji sądowej. W połowie lat 90. zaangażował się w działalność społeczną. W 1996 został sekretarzem generalnym zrzeszenia emerytów i rencistów (Federazione dei Pensionati), a dwa lata później objął tożsame stanowisko w organizacji skupiającej pracowników rolnictwa (Federazione Nazionale del Personale dell' Agricoltura). W 1999 powołano go na przewodniczącego konfederacji pracowników (Ente Nazionale Confederale Assistenza Lavoratori). Po 2000 zakładał centra doradztwa podatkowego, udzielające porad pracownikom oraz emerytom.
W wyborach w 2009 z listy partii Włochy Wartości uzyskał mandat posła do Parlamentu Europejskiego VII kadencji. Został członkiem grupy Porozumienia Liberałów i Demokratów na rzecz Europy oraz Komisji Zatrudnienia i Spraw Socjalnych. W 2010 został członkiem partii Sojusz dla Włoch, potem dołączył do Partii Demokratycznej, a następnie do Centrum Demokratycznego.